# Atletismo nos Jogos Mundiais Militares de 2011 - 800 m feminino
A competição dos 800 metros rasos feminino nos Jogos Mundiais Militares de 2011 aconteceu nos dias 19 e 20 de julho no Estádio Olímpico João Havelange.

## Medalhistas[1]
| Ouro   | BLR Maryna Arzamasava |
| Prata  | KAZ Margarita Matsko  |
| Bronze | KEN Helen Obiri       |

## Semifinais[2]

### Semifinal 1
| Pos. | Atleta               | País        | Tempo   | Notas |
| ---- | -------------------- | ----------- | ------- | ----- |
| 1    | Victoriya Yalovtseva | Cazaquistão | 2:03.10 | Q     |
| 2    | Elodie Guegan        | França      | 2:03.97 | Q     |
| 3    | Jane Jelagat         | Quênia      | 2:05.90 | Q     |
| 4    | Jackiline Sakilu     | Tanzânia    | 2:09.45 | SB    |
| 5    | Shanika Samanmali    | Sri Lanka   | 2:09.82 |       |
| 6    | Genebi Regasa        | Bahrein     | 2:12.38 |       |
| 7    | Pamela Labra         | Chile       | 2:22.92 | SB    |

### Semifinal 2
| Pos. | Atleta            | País         | Tempo   | Notas |
| ---- | ----------------- | ------------ | ------- | ----- |
| 1    | Maryna Arzamasava | Bielorrússia | 2:04.07 | Q     |
| 2    | Denise Krebbs     | Alemanha     | 2:04.14 | Q     |
| 3    | Margarita Matsko  | Cazaquistão  | 2:04.62 | Q     |
| 4    | Helen Obiri       | Quênia       | 2:04.75 | q     |
| 5    | Christiane Santos | Brasil       | 2:04.95 | q     |
| 6    | Emily Chebet      | Uganda       | 2:22.94 |       |
| 7    | Romina Cifuentes  | Argélia      | 2:26.84 |       |

## Final[1]
| Pos.              | Atleta               | País         | Tempo   | Notas |
| ----------------- | -------------------- | ------------ | ------- | ----- |
| Medalha de ouro   | Maryna Arzamasava    | Bielorrússia | 2:01.39 | SB    |
| Medalha de prata  | Margarita Matsko     | Cazaquistão  | 2:01.83 |       |
| Medalha de bronze | Helen Obiri          | Quênia       | 2:01.86 |       |
| 4                 | Elodie Guegan        | França       | 2:01.98 |       |
| 5                 | Christiane Santos    | Brasil       | 2:02.08 | SB    |
| 6                 | Victoriya Yalovtseva | Cazaquistão  | 2:03.67 |       |
| 7                 | Jane Jelagat         | Quênia       | 2:06.98 |       |
|                   | Denise Krebbs        | Alemanha     | DNF     |       |